# Going!
«Going!» es el decimosegundo sencillo de la boy band japonesa KAT-TUN que fue lanzado el 12 de mayo de 2010 bajo su discográfica J-One Records. La canción fue utilizada como tema musical para el programa de televisión, Going! Sports & News de Nippon Television coconducido por el miembro del grupo Kazuya Kamenashi.

## Funcionamiento en la lista
En su primera semana de su lanzamiento, el sencillo encabezó las listas del Oricon singles chart, con la venta de 230.452 copias y fue certificado Platinum por la RIAJ por el envío de más de 250.000 copias. KAT-TUN ganó su duodécimo sencillo número uno consecutivo Oricon Weekly Singles Chart y continuó como el segundo número uno de sencillos más consecutivos desde su debut de los Johnny's group, NEWS.

## Lista de pistas

### Edición Regular
| Regular |                                                     |               |                                 |          |  |
| N.º     | Título                                              | Letras        | Música                          | Duración |  |
| 1.      | «Going!»                                            | Eco, Joker    | Shusui, Sakoshin, Taku Yoshioka |          |  |
| 2.      | «Fall Down»                                         | Sean-D, Joker | Steven Lee, Black Zack          |          |  |
| 3.      | «Going!» (Original Karaoke オリジナル・カラオケ)    |               |                                 |          |  |
| 4.      | «Fall Down» (Original Karaoke オリジナル・カラオケ) |               |                                 |          |  |

### Edición Limitada 1
| Limited Edition 1 |         |                     |                     |          |  |
| N.º               | Título  | Letras              | Música              | Duración |  |
| 3.                | «Smile» | Takehiko Iida, SPIN | Takehiko Iida, ha-j |          |  |

| Limited Edition 1 DVD |                                                                 |        |        |          |  |
| N.º                   | Título                                                          | Letras | Música | Duración |  |
| 1.                    | «Going!» (Videoclip + Making clip ビデオ・クリップ＋メイキング) |        |        |          |  |

### Edición Limitada 2
| Limited Edition 2 |                  |                        |                                        |          |  |
| N.º               | Título           | Letras                 | Música                                 | Duración |  |
| 2.                | «I Don't Miss U» | Joker, Axel-G          | Alfred Tuohey, Thanh Bui, Wayne Milton |          |  |
| 3.                | «Answer»         | Yuichi Nakamaru, t-oga | 三上吉直                               |          |  |

### Ventas y certificaciones
| País  | Proveedor | Ventas  | Certificación |
| ----- | --------- | ------- | ------------- |
| Japón | RIAJ      | 282 901 | Platinum      |